# Хайнрих VII фон Геролдсек
Хайнрих VII фон Геролдсек-Зулц (на немски: Heinrich VII vpn Geroldseck-Sulz; † 1464) е господар на Геролдсек-Зулц на Некар.

## Произход
Той е големият син на Конрад I фон Геролдсек († 1417) и Анна фон Урзлинген († сл. 1424), дъщеря на херцог Конрад VII фон Урзлинген († сл. 1372) и Верена фон Кренкинген. Брат е на Георг I фон Геролдсек († 1451/1453), Райнолд фон Геролдсек († 1452), провост на Визенщайг, и Йохан II фон Геролдсек († 1485), фрайхер фон Зулц.

## Деца
Хайнрих VII фон Геролдсек-Зулц има двама сина и дъщеря:
- Ханс IV фон Геролдсек († 1483/1485), женен за Кристина фон Геролдсек; имат шест деца без наследници
- Хайнрих IX фон Геролдсек; има четири деца без наследници
- Щасла (Анастасия) фон Геролдсек († сл. 1472), омъжена за Бертолд Хилткер фон Филинген